# 산지긴코다람쥐
산지긴코다람쥐(Hyosciurus heinrichi)는 다람쥐과에 속하는 설치류의 일종이다. 인도네시아 술라웨시섬 중부의 토착종이다. 자연 서식지는 아열대 또는 열대 기후 지역의 건조 저지대 초원이다. 하인리히(Gerd Heinrich)가 1930년 탐사에서 발견했다.